# Jay Pandolfo
Jay Paul Pandolfo (Winchester, 27 dicembre 1974) è un allenatore di hockey su ghiaccio ed ex hockeista su ghiaccio statunitense. Per la maggior parte della propria carriera ha giocato per i New Jersey Devils, squadra della National Hockey League con cui ha vinto la Stanley Cup per due volte.

## Carriera
Pandolfo fu scelto dai New Jersey Devils in 32ª posizione assoluta nel 1993 dopo la sua prima stagione trascorsa presso la Boston University. Pandolfo avrebbe giocato lì anche per le tre successive stagioni, collezionando 133 presenze con 78 reti e 89 assist per un totale di 167 punti. Nella sua ultima stagione guidò la Hockey East per reti realizzate con 38 gol, conquistando il titolo di giocatore dell'anno della lega.
Terminata l'avventura universitaria Pandolfo entrò nell'organizzazione dei Devils, disputando le prime due stagioni soprattutto presso la formazione affiliata in American Hocke League degli Albany River Rats, totalizzando 53 punti in 71 presenze. Disputò la sua prima annata intera a New Jersey nella stagione 1998-99, con 14 gol e 27 punti in 70 gare. Pandolfo vinse due Stanley Cup a New Jersey, nel 2000 e nel 2003. La miglior prestazione nei playoff arrivò nel 2003, quando fu autore di 6 reti e altrettanti assist in 24 partite. Nel corso della stagione 2004-05 sospesa per il lockout dapprima Pandolfo fu assistente allenatore per il liceo di Burlington, successivamente si trasferì in Austria per giocare con l'EC Salzburg.
Pandolfo al termine della stagione 2006-07 fu scelto fra i finalisti per la conquista del Frank J. Selke Trophy, premio riservato all'attaccante con le migliori doti difensive. Per le stagioni 2006-2007 and 2007-2008 fu inoltre scelto come capitano alternativo dei Devils. Pandolfo il 31 ottobre 2007 fu autore del primo hat trick nella sta carriera NHL nel successo per 6-1 contro i Tampa Bay Lightning, il primo ad essere stato realizzato nella nuova pista del Prudential Center.
Il 30 novembre 2007 Pandolfo interruppe a 307 la striscia di presenze consecutive con la maglia dei Devils a causa di un infortunio al bacino patito nell'incontro precedente. Fino a quel momento era la quarta striscia più lunga della storia della franchigia, allora detenuta da Travis Zajac con 389 presenze consecutive. Il 30 giugno 2010 i Devils svincolarono Pandolfo inserendolo nella lista dei giocatori waivers, dopo aver disputato 950 partite in 13 stagioni. Nel mese di novembre accettò un contratto in AHL con gli Springfield Falcons.
Il 3 settembre 2011 Pandolfo accettò l'invito di disputare un training camp con i New York Islanders. Un mese dopo ufficializzò il suo ritorno in NHL per una stagione con gli Islanders. Il 17 novembre Pandolfo segnò la sua centesima rete in NHL durante una partita contro i Montréal Canadiens. Dopo alcuni mesi di inattività a causa del lockout nel gennaio del 2013 si unì al training camp dei Boston Bruins in vesti non ufficiali, per poi essere messo sotto contratto il mese successivo; esordì nell'incontro con i Winnipeg Jets. Nel dicembre del 2013 annunciò il proprio ritiro definitivo dall'attività agonistica.
Conclusa la carriera da giocatore Pandolfo entrò a far parte dello staff dei Boston Bruins ricoprendo diversi incarichi; nel maggio del 2016 venne scelto come uno dei nuovi vice allenatori di Claude Julien.

## Palmarès

### Club
- Stanley Cup: 2

New Jersey: 1999-2000, 2002-2003
- Hockey East: 2

Boston University: 1993-1994, 1994-1995

### Individuale
- AHL All-Star Classic: 1

1998
- Hockey East First All-Star Team: 1

1995-1996
- Hockey East Player of the Year: 1

1995-1996